# Deutschargentinier

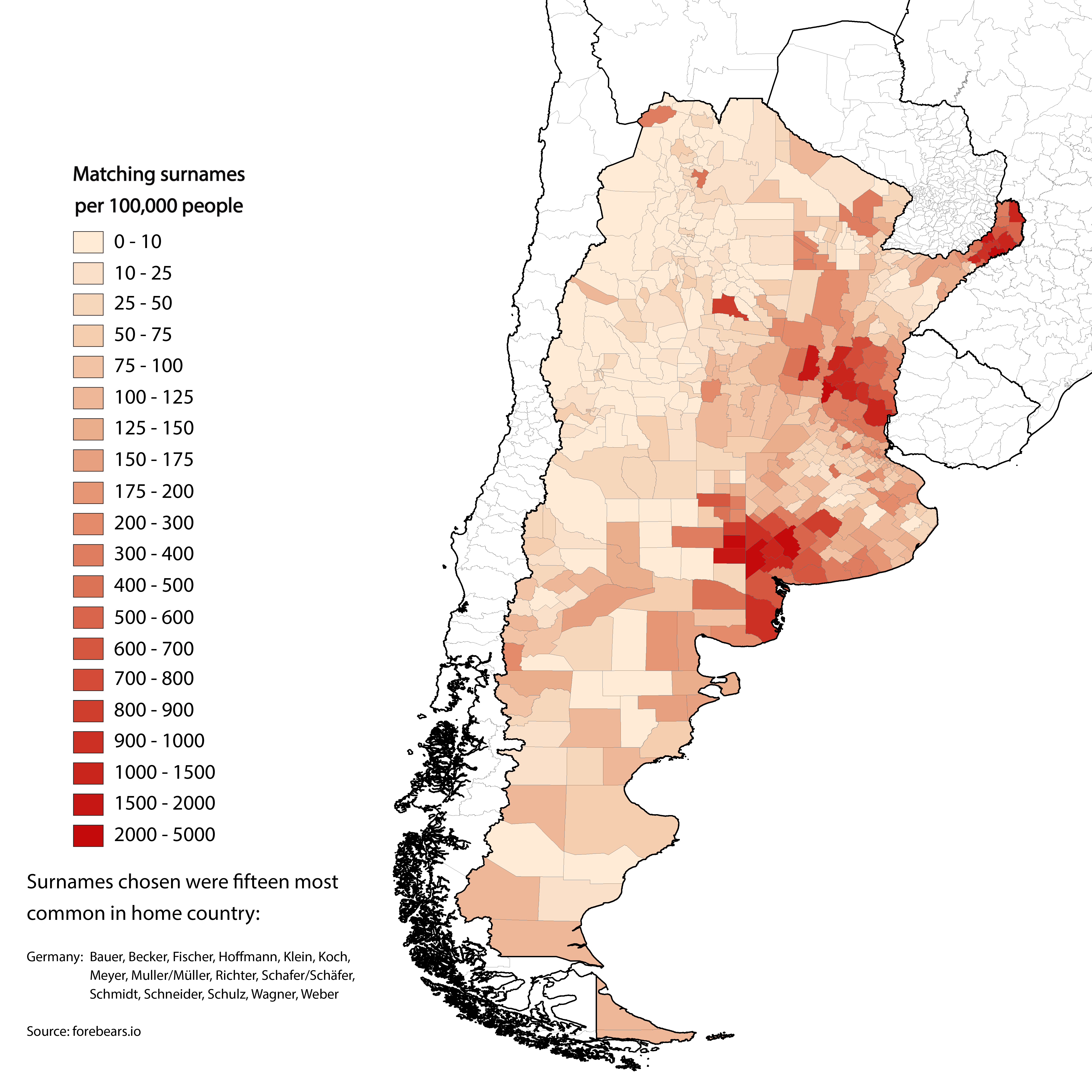
Häufigkeit Deutscher Nachnamen in Argentinien

Deutschargentinier (spanisch germano-argentinos) sind Argentinier deutscher Abstammung sowie deutsche Staatsbürger, die in Argentinien leben. Sie sind Nachkommen von Deutschen, die aus Deutschland und aus anderen europäischen Gebieten wie der Wolga-Region oder dem Banat nach Argentinien eingewandert sind. Zu den Deutschargentinieren werden häufig auch die Argentinier mit Tiroler, deutschschweizer oder österreichischer Abstammung mitgezählt. Eine verstärkte Einwanderung begann in der zweiten Hälfte des 19. Jahrhunderts und heute sind Deutschstämmige in allen Teilen des Landes präsent. Zentren der deutschen Ansiedelung sind im Nordosten des Landes in den Provinzen Córdoba, Entre Ríos, Buenos Aires, Misiones, Santa Fe und La Pampa zu finden. Die Zahl der Deutschargentinier wird auf bis zu drei Millionen geschätzt, darunter über zwei Millionen Wolgadeutsche.

## Geschichte
Argentinien verfügte gegen Mitte des 19. Jahrhunderts über eine sehr niedrige Bevölkerungsdichte und einen hohen Bedarf an Arbeitskräften. In Argentinien lebten 1852 lediglich knapp 1000 Deutsche. Im Jahr 1853 wurde die erste Verfassung des Landes verabschiedet, die ein sehr liberales Einwanderungsrecht enthielt, was in der Folgezeit zu einem verstärkten Zuzug von Deutschen führte, die häufig aus Süddeutschland oder Russland kamen. Nachdem sich die Situation der Wolgadeutschen gegen Ende des 19. Jahrhunderts verschlechtert hatte, wanderten viele von ihnen nach Argentinien aus, wo sie sich verstärkt in den Provinzen Buenos Aires, Entre Ríos und La Pampa ansiedelten 1882 wurde der Verein zum Schutze germanischer Einwanderer gegründet, der deutschsprachigen Neuankömmlingen bei der Arbeitssuche half. In Lateinamerika gehörte Argentinien gemeinsam mit Chile und Brasilien zu den beliebtesten Einwanderungszielen. Bis 1910 wanderten knapp 50.000 Deutsche ein, darunter waren mehrheitlich Männer. Einige der Siedler gründeten landwirtschaftliche Kolonien in Patagonien, die Mehrheit siedelte sich jedoch in Städten an. Diese Deutschen gründeten eigene Vereine, Schulen und Zeitungen wie das Argentinische Tageblatt oder die Deutsche La Plata Zeitung.
Sozial war die deutsche Bevölkerung in Argentinien gegen Beginn des 20. Jahrhunderts sehr heterogen und umfasste Landwirte, Arbeiter und erfolgreiche Geschäftsleute. Politisch waren sie mehrheitlich Anhänger des Kaisers und feierten jährlich die Reichsgründung von 1871. Es gab jedoch auch einige Sozialisten unter ihnen, die vor Bismarcks Sozialistengesetz geflohen waren. Der Beginn des Ersten Weltkriegs führte zu einem Aufschwung des Patriotismus unter den Deutschstämmigen, die bis dahin nur ein schwaches Gemeinschaftsgefühl hatten. Deutschsprachige leisteten Spenden für das Herkunftsland und knapp 160 Deutschargentinier starben sogar an der Front. Eine große Rolle für diese Mobilisierung der deutschen Bevölkerung spielten dabei die deutschsprachigen Zeitungen. In dieser Zeit entstanden neue Vereine wie die Deutsche Wohltätigkeitsgesellschaft und die Deutsche Handelskammer zu Förderung der deutsch-argentinischen Wirtschaftsbeziehungen. Im Juni 1916 wurde von den Redakteuren der beiden großen deutschen Zeitungen der Deutsche Volksbund für Argentinien gegründet, der als Dachorganisation für alle Vereine diente, die „das deutsche Vaterland als heilig ansehen, die Wert legen auf die deutsche Sprache und die deutschen Gebräuche“. Der Aktivismus deutscher Zeitungen und Vereine war einer der Faktoren dafür, dass Argentinien während des gesamten Kriegs neutral blieb.
Die deutsche Einwanderung hielt in der Zwischenkriegszeit durch die große Not im Heimatland an. Zwischen 1920 und 1930 stammten 6 % aller Einwanderer in Argentinien aus Deutschland und zwischen 1933 und 1945 sogar knapp 30 %. In der Zeit der Weimarer Republik kam es zur Spaltung in Gegner der neuen Republik und ihre Anhänger, die vom Argentinischen Tageblatt vertreten wurden und eine Minderheit stellten. Die Mehrheit der Deutschargentinier, die monarchistisch und nationalistisch eingestellt war, fand ihre Ideen in der Deutschen La Plata Zeitung vertreten. Diese Spaltung setzte sich mit der Machtergreifung Hitlers fort, als beide politischen Lager sich gegenseitig erbittert bekämpften. Knapp 40.000 deutsche Juden emigrierten in dieser Zeit nach Argentinien und auch andere Verfolgte des NS-Regimes fanden hier eine neue Heimat. 1937 wurde in Buenos Aires von antifaschistischen Exilanten die Organisation Das Andere Deutschland als Hilfskomitee für deutsche Emigranten gegründet. Viele Deutsche im Land waren allerdings empfänglich für die Ideen Hitlers. So fand 1938 eine Versammlung von 20.000 Menschen im Luna Park von Buenos Aires statt, um den Anschluss Österreichs zu feiern. Die NSDAP/AO war in Argentinien sehr aktiv und auch der argentinische Staatschef Juan Perón unterhielt gute Beziehungen zu europäischen Faschisten. Er neigte während des Zweiten Weltkriegs zeitweise den Achsenmächten zu. Die pro-deutsche Atmosphäre in einigen kleinen, überwiegend deutschen Gemeinden im Nordosten war während des Zweiten Weltkriegs so intensiv, dass einige argentinische Beamte, die solche Städte besuchten, berichteten, sie würden sich kaum noch in Argentinien fühlen.
1945 erklärte Argentinien auf Druck der USA den Achsenmächten den Krieg, was zum Einzug deutscher Vermögenswerte im Land und der Schließung deutscher Schulen führte. Heimlich sympathisierte der argentinische Präsident Perón allerdings weiterhin mit Faschisten und ermöglichte zahlreichen NS-Kriegsverbrechern über die Rattenlinien und die Fluchtroute Südtirol-Genua-Buenos Aires mit der Unterstützung staatlicher Stellen die Flucht nach Argentinien. 1949 erließ Perón eine Generalamnestie für Ausländer, die illegal oder unter Falschnamen eingereist waren und die zahlreichen ansässigen deutschen Vereine und Organisationen erleichterten den Flüchtlingen die Integration. Knapp 5000 Nazis ließen sich in Argentinien nieder, darunter so hochrangige NS-Verbrecher wie Adolf Eichmann, Josef Mengele, Aribert Heim, Erich Priebke, Eduard Roschmann und Ludolf-Hermann von Alvensleben. Der Ruf dieser NS-Flüchtlinge prägte später das Bild der Deutschargentinier, auch wenn die allermeisten von ihnen von den Einwanderern vor 1945 abstammen.
Mit dem Wirtschaftswunder nahm die Einwanderung aus Deutschland schließlich deutlich ab. Die bedeutende deutsche Präsenz in Argentinien begünstigte allerdings die positive Entwicklung der deutsch-argentinischen wirtschaftlichen und politischen Beziehungen in der Nachkriegszeit, als Unternehmen wie Siemens, Krupp und Volkswagen in Argentinien tätig wurden oder ihre Tätigkeit wiederaufnahmen und in einigen Fällen ehemalige Nazis beschäftigten. Vereinzelt kommt es weiterhin zur Zuwanderung von Deutschen nach Argentinien. 2023 lebten knapp 6000 in Deutschland geborene Personen in Argentinien, die meisten davon im Großraum Buenos Aires. Ab den 1980er Jahren kam es zudem zur Gründung mehrerer Kolonien von Mennoniten in der argentinischen Pampa, in denen mehrere tausend Menschen leben.

## Kultur

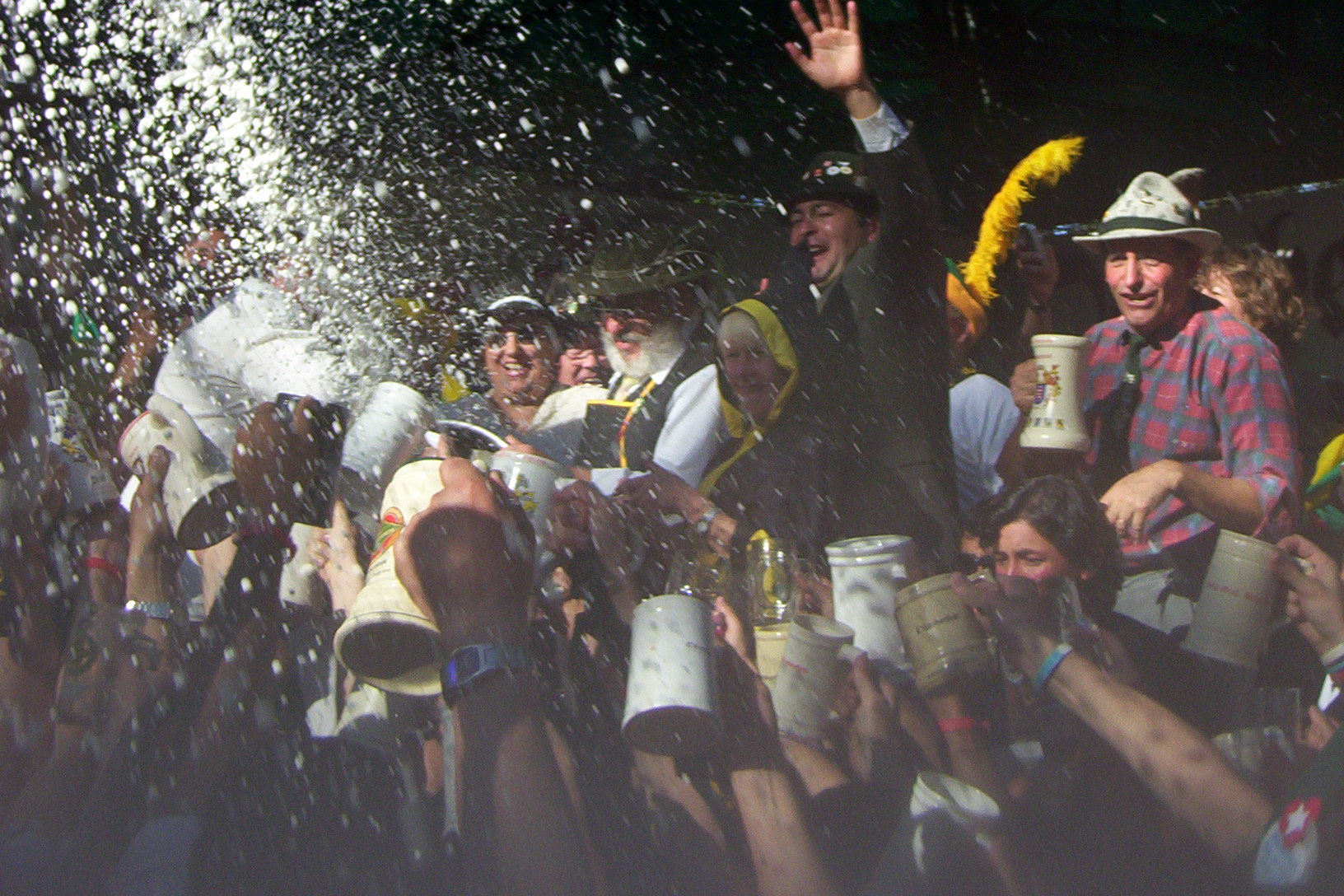
Oktoberfest in Villa General Belgrano (2007)

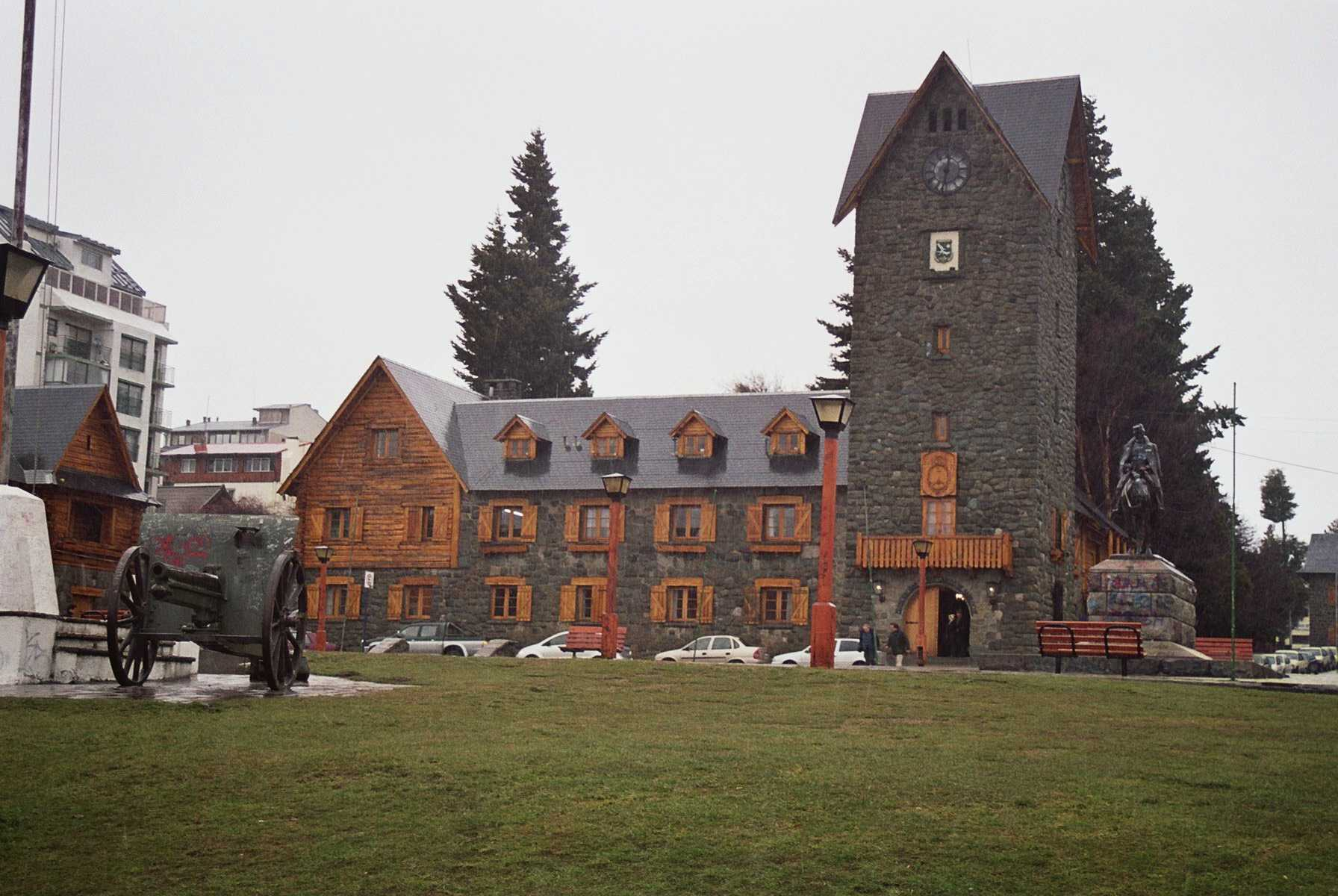
Architektur in Bariloche

Deutsche haben einen bedeutenden Einfluss auf die Kultur Argentiniens gehabt und bis heute hat sich ein lebendiges deutsches Kulturleben erhalten, was besonders für einige Orte im Inneren des Landes gilt, in denen deutsche Siedler eine Mehrheit der Bevölkerung bildeten. Die deutsche Sprache wird in Argentinien noch von knapp 300.000 bis 500.000 Menschen beherrscht. Mit Belgranodeutsch ist in Buenos Aires eine eigene deutsch-spanische Mischsprache entstanden. Die Printausgabe der letzten deutschen Zeitung, dem Argentinischen Tageblatt, wurde 2023 eingestellt.
Die Bierbrauerei wurde von deutschen Einwanderern geprägt. Die Cervecería y maltería Quilmes ist eine argentinische Brauerei, die 1888 in Quilmes, Provinz Buenos Aires, von Otto Bemberg, einem deutschen Einwanderer, gegründet wurde. Seine Urenkelin María Luisa Bemberg übernahm das Unternehmen bis zu ihrem Tod im Jahr 1995. Der Einfluss der deutschen Kultur hat sich auch auf die argentinische Küche ausgewirkt; der Kuchen „Achtzig Schlag“, der örtlich als Torta Ochenta Golpes übersetzt wurde, ist in einigen Bäckereien zu finden. Darüber hinaus haben Gerichte wie Chucrut (Sauerkraut) und viele verschiedene Wurstsorten wie Bratwurst und andere Eingang in die argentinische Küche gefunden.
In deutschen Kolonien wurde auch Bauweise und Architektur von Deutschen geprägt, ein Beispiel dafür ist die Stadt Bariloche. In Bariloche und zahlreichen weiteren Städten wird auch jährlich das Oktoberfest gefeiert und deutschen Brauchtum gepflegt.

### Bildung
Deutsche Einwanderer haben in Argentinien zahlreiche deutschsprachige Schulen eröffnet. Die heute noch bestehenden deutschen Schulen in Argentinien sind:
- Goethe-Schule Buenos Aires in Buenos Aires (DAS)
- Hölters-Schule in Villa Ballester (zu Buenos Aires)
- Pestalozzi-Schule Buenos Aires (DAS)
- Deutsche Schule Instituto Ballester in Villa Ballester (zu Buenos Aires) (DAS)
- Deutsche Schule Bariloche in Bariloche
- Deutsche Schule Córdoba in Córdoba
- Deutsche Schule Villa General Belgrano in (Villa General Belgrano)
- Deutsche Schule Temperley (DAS) in Temperley
- Gartenstadt Schule in Ciudad Jardín Lomas del Palomar (Buenos Aires)

## Bekannte Deutschargentinier
- Alberto Ammann (* 1978), Schauspieler
- Luis Alberto Ammann (1942–2020), Schriftsteller und Journalist
- Roberto Arlt (1900–1942), Erzähler, Dramatiker und Journalist
- Christian Bach (1959–2019), Schauspielerin
- María Luisa Bemberg (1922–1995), Filmregisseurin und Drehbuchautorin
- Pablo Birger (1924–1966), Autorennfahrer
- Adolfo Bullrich (1833–1904), Unternehmer und Bürgermeister von Buenos Aires
- Silvina Bullrich (1915–1990), Schriftstellerin
- Patricia Bullrich (* 1956), Politikerin
- Hermann Burmeister (1807–1892), Naturwissenschaftler
- Delfina Bunge (1881–1952), Schriftstellerin
- Mario Bunge (1919–2020), Philosoph und Physiker
- Tamara Bunke (1937–1967), Sozialistin und Guerillera-Kämpferin
- Gabriel Deck (* 1995), Basketballspieler
- Aldo Duscher (* 1979), Fußballspieler
- Juan Esnáider (* 1973), Fußballspieler
- Rodolfo Fischer (1944–2020), Fußballspieler
- Ludwig Freude (1889–1956), Unternehmer
- Rodolfo Freude (1920–2003), Geheimdienstoffizier
- Matías Fritzler (* 1986), Fußballspieler
- Adolfo Gaich (* 1999), Fußballspieler
- Silvio Gesell (1862–1930), Kaufmann, Aktivist und Anarchist
- Arturo Goetz (1944–2014), Schauspieler
- Paolo Goltz (* 1985), Fußballspieler
- Annemarie Heinrich (1912–2005), Fotografin
- Gabriel Heinze (1978), Fußballspieler
- Wálter Herrmann (* 1979), Basketballspieler
- René Houseman (1953–2018), Fußballspieler
- Federico Kammerichs (* 1980), Basketballspieler
- Walter Kannemann (* 1991), Fußballspieler
- María Cristina Kiehr (* 1965), Sopranistin
- Francisco Kröpfl (1931–2021), Komponist
- Matías Kranevitter (* 1993), Fußballspieler
- Luis Esteban Kyburg (1948–2023), Militär
- Wilhelm Lehmann (1840–1886), Städtegründer
- Lucas Matías Licht (* 1981), Fußballspieler
- Germán Lux (* 1982), Fußballspieler
- Leonardo Mayer (* 1987), Tennisspieler
- Héctor Germán Oesterheld (1919–1978), Journalist und Schriftsteller
- Alberto Prebisch (1889–1970), Architekt und Bürgermeister von Buenos Aires
- Andrés Schneiter (* 1976), Tennisspieler
- Francisco Seeber (1841–1913), Unternehmer und Bürgermeister von Buenos Aires
- Bernarda Seitz (1927–2014), Ordensschwester und Fernsehmoderatorin
- Marcos Siebert (* 1996), Automobilrennfahrer
- Xul Solar (1887–1963), Maler
- Sebastian Spreng (* 1956), Künstler und Musik-Journalist
- Martina Stoessel (* 1997), Schauspielerin und Sängerin
- Carlos Thompson (1923–1990), Schauspieler und Schriftsteller
- Ernesto Tornquist (1842–1908), Industrieller
- Érika Wallner (1941–2016), Schauspielerin
- Christian von Wernich (* 1938), katholischer Priester
- Áxel Werner (* 1996), Fußballspieler
- Carlos Javier Weber (* 1966), Volleyballspieler und Beachvolleyballspieler